# 口腔保健協会
一般財団法人口腔保健協会（こうくうほけんきょうかい）は、口腔保健の進歩発達を期することを目的とする一般財団法人。学会の事務代行や学術集会の運営協力、書籍の出版、全国歯科衛生士教育協議会への協力後援などで知られる。

## 概要
1941年7月28日に厚生大臣の認可を得、東京市本郷区湯島3丁目1番地に設立された。

## 学会事務代行
歯学系の学術団体の事務代行を行っているが、日本解剖学会、日本細菌学会等の医学系学会や歯科系団体の事務代行も行っている。
具体的には、
- 日本歯科医学会 専門分科会
  - 歯科基礎医学会、日本歯科保存学会、日本歯科理工学会、日本矯正歯科学会、日本口腔衛生学会、日本小児歯科学会、日本歯周病学会、日本歯科麻酔学会、日本歯科医療管理学会、日本障害者歯科学会、日本老年歯科医学会、日本歯科医学教育学会、日本顎関節学会、日本接着歯学会
- 日本歯科医学会 認定分科会
  - 日本レーザー歯学会、日本臨床歯周病学会、日本歯内療法学会、日本歯科審美学会、日本歯科東洋医学会、日本スポーツ歯科医学会、日本口腔リハビリテーション学会
- 日本医学会 分科会
  - 日本解剖学会、日本細菌学会
- 東京矯正歯科学会、近畿東海矯正歯科学会、九州矯正歯科学会
- 日本歯学系学会協議会
- 全国歯科衛生士教育協議会
- 日本歯科技工学会
- 日本咀嚼学会
- 日本臨床矯正歯科医会
- 日本バイオマテリアル学会
- 口腔病学会
- 日本全身咬合学会
- 日本歯科人間ドック学会
- OJ
- UCLAインプラントアソシエーションジャパン
- 日本デジタル歯科学会
- 国際歯科学士会日本部会
- 日本歯科衛生教育学会
- 日本インプラント臨床研究会
- 日本口腔筋機能療法学会
- 日本環境変異原学会
- 日本ヘリコバクター学会

の事務を代行している。

## 編集・出版
各種学会の学術誌の他、自社にて書籍を出版している。